# A Dorogi FC nemzetközi mérkőzéseinek listája
Az oldal a Dorogi FC (korábbi névváltozatai: Dorogi AC, Dorogi Tárna, Dorogi Bányász) labdarúgó csapatának valamennyi nemzetközi mérkőzését összegzi. A lista mind a nemzetközi tétmérkőzéseket – legyen az kupa- vagy torna-találkozó –, illetve a barátságos, edző- és előkészítő mérkőzéseket tartalmazza. A tétmérkőzések esetén az ellenfelek nevei vastagonszedve vannak feltűntetve. Néhány teremben játszott mérkőzés is volt, ezen érintett talalákozók helyszínei dőlt-betűvel kerültek a listára. Előfordult, hogy egy-egy nemzetközi torna során honi csapattal is összekerült. Tekintve, hogy ezek nemzetközi találkozónak minősültek, ezért magyar csapatok is helyet kaptak a listán. A táblázatba bekerültek a Bányász-válogatott azon mérkőzései is, ahol a csapat meghatározó, egyes esetekben pedig döntő részét dorogi játékosok alkották, valamint a csapat vezetőedzője szinte kivétel nélkül dorogi volt. Ilyen esetekben az ellenfél dőlt betűvel van szedve. Ugyanilyen szempont alapján említendő az olasz liga-válogatottal való mérkőzés is, amely során a magyar liga-válogatott teljes egészében a Dorog csapata volt, az Ajkai Bányász egyetlen labdarúgójával kiegészülve. Akad néhány olyan találkozó is, amelynél a mérkőzés tényén kívül további részlet nem ismert, ugyanis egyelőre nem áll forrás rendelkezésre. Az összesítő táblázatba azok a találkozók is bekerültek, amelyek valamilyen oknál fogva végül elmaradtak. A korhűség szellemében minden csapat az akkori aktuális nevén szerepel. A mérkőzések eredményei dorogi szemszögből értendők, ahol a helyszínek és lehetőség szerint a pontos dátumok és a gólszerzők is megemlítésre kerülnek.

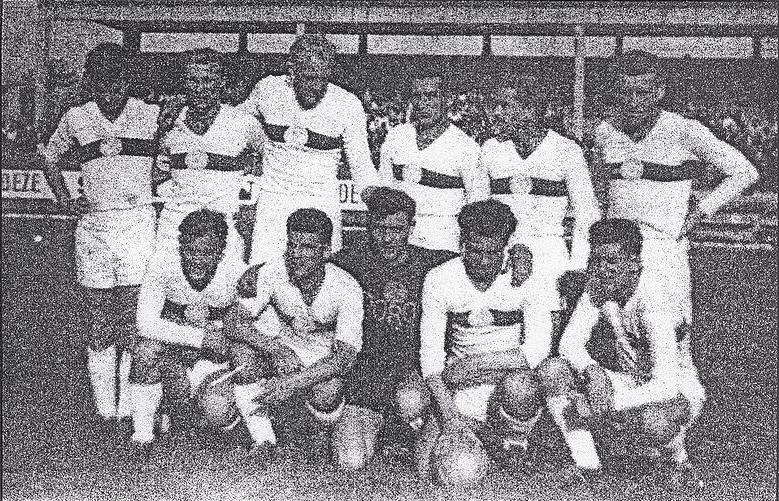
A győztes csapat Pozsonyban, 1956-ban. Felső sor balról: Prohászka, Bakonyi, Kónya, Pozsonyi, Török, Pálmai. Guggolnak: Révész, Varga, Horváth, Dacsev és Ilku II.

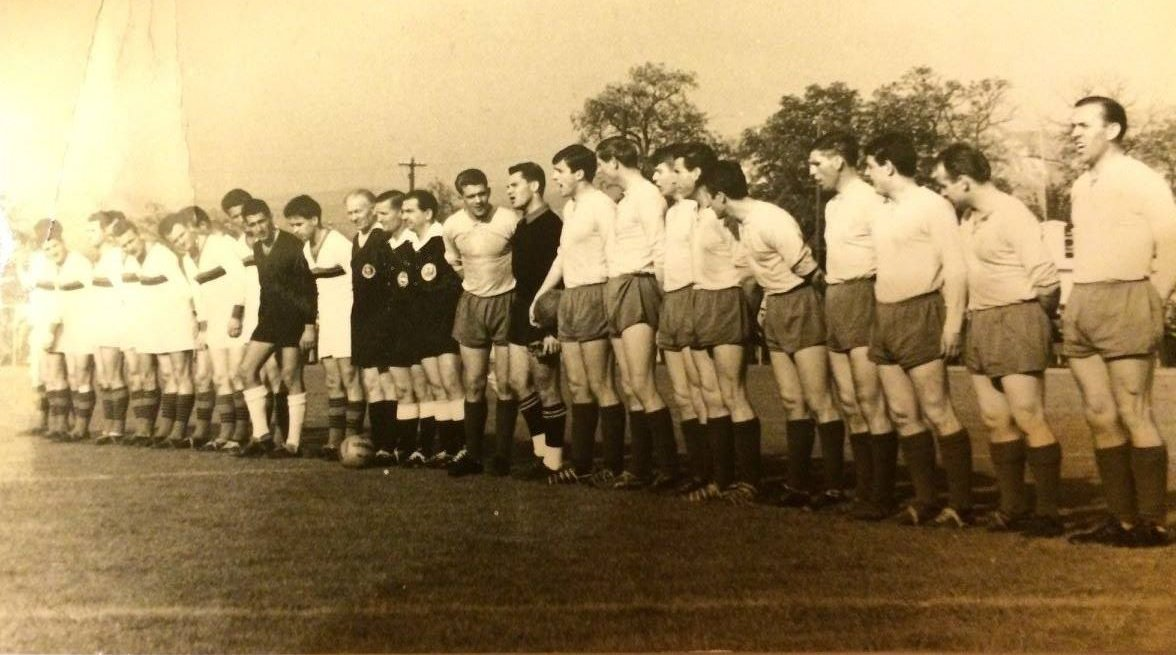
Az 1962-es Dorog – FC La Chaux-de-Fonds Intertotó-kupa mérkőzésre felsorakozott csapatok. Balra, tiszta fehérben a dorogiak

| Jelmagyarázat                          |
| -------------------------------------- |
| A Dorog győzelmével végződött mérkőzés |
| Döntetlennel végződött mérkőzés        |
| A Dorog vereségével végződött mérkőzés |
| Nem ismert eredményű mérkőzés          |
| Elmaradt mérkőzés                      |

| Dátum                | Ország                  | Ellenfél                          | Helyszín               | Eredmény   | Gólszerző                                                                                      |
| -------------------- | ----------------------- | --------------------------------- | ---------------------- | ---------- | ---------------------------------------------------------------------------------------------- |
| 1927. augusztus 4.   | Csehszlovákia           | ŠK Slovan Nové Zámky              | Érsekújvár             | 7 – 6      | Höfflinger (3), Horváth (2), Varga, Szloboda                                                   |
| 1930. június 8.      | Csehszlovákia           | Párkányi TE                       | Párkány                | 1 – 3      | hiányzó adat                                                                                   |
| 1934. február 18.    | Csehszlovákia           | Párkányi TE                       | Párkány                | 2 – 2      | hiányzó adat                                                                                   |
| 1934. február 25.    | Csehszlovákia           | Párkányi TE                       | Dorog                  | 7 – 0      | Koppányi (4), Berényi (2), Újvári                                                              |
| 1938. február 20.    | Csehszlovákia           | Komáromi FC                       | Dorog                  | 4 – 2      | Gyarmati (2), Gyömbér, Turai                                                                   |
| 1947. október 9.     | Lengyelország           | AC Swit                           | Chorzów                | 4 – 4      | Futó Jenő, Futó Sándor, Puskás Kálmán, Keszler Mátyás                                          |
| 1947. október 11.    | Lengyelország           | Teschen-válogatott                | Częstochowa            | 2 – 1      | Molnár József (2)                                                                              |
| 1947. október 15.    | Lengyelország           | AKS Chorzów                       | Katowice               | 2 – 1      | Klausz József, Molnár József                                                                   |
| 1950. március 19.    | Albánia                 | Albán bányász-válogatott          | Tirana                 | 1 – 1      | Molnár József                                                                                  |
| 1950. május 30.      | Csehszlovákia           | Pozsony-válogatott                | Pozsony                | 1 – 1      | Klausz József                                                                                  |
| 1951. július 19.     | Lengyelország           | Gwardia Kraków                    | Gdańsk                 | 2 – 2      | Aspirány Gusztáv, Varga János                                                                  |
| 1951. július 22.     | Lengyelország           | Lengyel Főiskolás-válogatott      | Łódź                   | 2 – 1      | Csuberda Ferenc, Vilezsál Oszkár                                                               |
| 1951. július 25.     | Lengyelország           | Gwardia Kraków                    | Krakkó                 | 1 – 0      | Csuberda Ferenc                                                                                |
| 1951. július 30.     | Lengyelország           | Lengyel Főiskolás-válogatott      | Varsó                  | 5 – 1      | Varga János, Szojka Ferenc, Kovács (2), Molnár József                                          |
| 1953                 | Román 1952-1965         | Club Atletic Oradea               | Nagyvárad              | 3 – 2      | hiányzó adat                                                                                   |
| 1954. augusztus 9.   | Román 1952-1965         | Minerul Petroșani                 | Petrozsény             | 2 – 1      | Buzánszky Jenő, Prohászka János                                                                |
| 1954. augusztus 11.  | Román 1952-1965         | Minerul Lupeni                    | Lupény                 | 7 – 2      | Molnár József (4), Teket László, Vasas Mihály, Opova József                                    |
| 1955. április 24.    | Ausztria                | Burgenland                        | Tatabánya              | 6 – 2      | Kovács (2), Vasas Mihály, Szimcsák (2), Bablena László                                         |
| 1955. július 30.     | Csehszlovákia           | Tatran Teplice                    | Teplice                | 0 – 4      |                                                                                                |
| 1955. augusztus 2.   | Csehszlovákia           | Iskra Liberec Kolora              | Liberec                | 2 – 0      | Révész József, Pálmai Sándor                                                                   |
| 1955. augusztus 5.   | Csehszlovákia           | Slavoj Nitra                      | Nyitra                 | 1 – 0      | Monostori Tivadar                                                                              |
| 1955. augusztus 7.   | Csehszlovákia           | Spartak Košice                    | Kassa                  | 1 – 0      | Kovács István                                                                                  |
| 1956. április 1.     | Csehszlovákia           | Slovan Nitra                      | Nyitra                 | 2 – 1      | Varga János, Révész József                                                                     |
| 1956. április 3.     | Csehszlovákia           | TJ Lokomotíva Nové Zámky          | Érsekújvár             | 8 – 2      | hiányzó adat                                                                                   |
| 1956. május 19.      | Csehszlovákia           | Sokol Šturovó                     | Dorog                  | 3 – 1      | Pozsonyi Ignác (2), Bakó László                                                                |
| 1956. június 2.      | Csehszlovákia           | Pozsony-válogatott                | Pozsony                | 4 – 1      | Varga János (2), Dacsev Miklós, Pálmai Sándor                                                  |
| 1956. június 4.      | Csehszlovákia           | Lokomotíva Košice                 | Kassa                  | 2 – 1      | Ilku Péter, Varga János                                                                        |
| 1956. június 6.      | Csehszlovákia           | Spartak Martin                    | Turócszentmárton       | 1 – 1      | Varga János                                                                                    |
| 1956. június 8.      | Csehszlovákia           | Iskra Odeva Trenčín               | Trencsén               | 9 – 1      | Varga János (3), Ilku Péter (2), Pozsonyi Ignác (2), Prohászka János, Török László             |
| 1956. június 10.     | Csehszlovákia           | JS Žilina                         | Zsolna                 | 5 – 2      | Varga János (2), Bakó László (2), Prohászka János                                              |
| 1956. június 13.     | Csehszlovákia           | Iskra Partizánske                 | Simony                 | 4 – 3      | hiányzó adat                                                                                   |
| 1957. április 20.    | Csehszlovákia           | RH Brno                           | Brno                   | 1 – 4      | Varga János                                                                                    |
| 1957. április 21.    | Csehszlovákia           | Baník Ostrava                     | Ostrava                | 2 – 2      | Varga János, Galina József                                                                     |
| 1957. augusztus 8.   | Román 1952-1965         | Recolta Târgu Mureș               | Marosvásárhely         | 5 – 0      | Monostori Tivadar (2), Lakat Jenő (2), Andris György                                           |
| 1957. augusztus 12.  | Román 1952-1965         | Minerul Baia Mare                 | Nagybánya              | 2 – 0      | Lakat Jenő, Pozsonyi Ignác                                                                     |
| 1957. augusztus 14.  | Román 1952-1965         | Energia Ploiești                  | Ploiești               | 1 – 1      | Monostori Tivadar                                                                              |
| 1958. május 2.       | Csehszlovákia           | Slovan Nitra                      | Nyitra                 | 0 – 2      |                                                                                                |
| 1958. május 5.       | Csehszlovákia           | Baník Handlova                    | Nyitrabánya            | 0 – 2      |                                                                                                |
| 1958. június 22.     | Csehszlovákia           | Slovan Nitra                      | Dorog                  | 3 – 1      | Monostori Tivadar, Csóri László, Andris György                                                 |
| 1959. június 3.      | Algéria                 | Algéria                           | Tatabánya              | 5 – 5      | hiányzó adat                                                                                   |
| 1959. augusztus 23.  | Csehszlovákia           | Lokomotíva Košice                 | Kassa                  | 3 – 2      | Monostori Tivadar, Csóri László, Láng Károly, illetve Buzánszky Jenő öngólt vétett             |
| 1960. április 25.    | Olaszország             | Suzzara FC                        | Suzzara                | nem ismert |                                                                                                |
| 1960. április 27.    | Olaszország             | Reggio Emilia tartományválogatott | Reggio Emilia          | 4 – 0      | Soós Károly, Máté, valamint egy öngól a hazaiak részéről                                       |
| 1962. február 11.    | NDK                     | NDK olimpiai-válogatott           | Lipcse                 | 1 – 1      | Monostori Tivadar                                                                              |
| 1962. február 15.    | NDK                     | NDK olimpiai-keret II.            | Senftenberg            | 0 – 1      |                                                                                                |
| 1962. február 15.    | NDK                     | NDK olimpiai-keret III.           | Senftenberg            | 2 – 5      | hiányzó adat                                                                                   |
| 1962. február 16.    | NDK                     | NDK olimpiai-keret I.             | Senftenberg            | 2 – 1      | Kertes László (2)                                                                              |
| 1962. február 16.    | NDK                     | FSV Glückauf Brieske              | Senftenberg            | 4 – 0      | Monostori Tivadar (2), Kertes László (2)                                                       |
| 1962. február 18.    | NDK                     | FSV Glückauf Brieske              | Senftenberg            | 0 – 1      |                                                                                                |
| 1962. február 20.    | NDK                     | Berlin-válogatott                 | Berlin                 | 1 – 0      | Kertes László                                                                                  |
| 1962. április 18.    | Franciaország           | LOSC Lille                        | Lille                  | 1 – 2      | hiányzó adat                                                                                   |
| 1962. április 22.    | Ausztria                | First Vienna FC                   | Antwerpen              | 1 – 0      | Monostori Tivadar                                                                              |
| 1962. április 23.    | NSZK                    | Bayern München                    | Antwerpen              | 1 – 0      | Kertes László                                                                                  |
| 1962. május 27.      | Svájc                   | FC La Chaux-de-Fonds              | Dorog                  | 4 – 1      | Oláh Sándor, Pálmai Sándor, Kertes László, Kurt Sommerlatt (öngól)                             |
| 1962. június 2.      | Csehszlovákia           | Spartak Plzeň                     | Plzeň                  | 2 – 7      | Kertes László, Pálmai Sándor                                                                   |
| 1962. június 10.     | Olaszország             | Calcio Padova                     | Dorog                  | 3 – 1      | Szojka Ferenc, Kertes László, Láng Károly                                                      |
| 1962. június 17.     | Olaszország             | Calcio Padova                     | Silvio Appiani stadion | 0 – 1      |                                                                                                |
| 1962. június 24.     | Csehszlovákia           | Spartak Plzeň                     | Dorog                  | 4 – 2      | Kertes László, Pálmai Sándor, Oláh Sándor, Monostori Tivadar                                   |
| 1962. június 30.     | Svájc                   | FC La Chaux-de-Fonds              | Stade Charrière        | 0 – 1      |                                                                                                |
| 1962. július 2.      | Belgium                 | Anderlecht                        | Brüsszel               | 2 – 1      | hiányzó adat                                                                                   |
| 1962. július 4.      | Belgium                 | Royal FC Antwerpen                | Antwerpen              | 2 – 1      | hiányzó adat                                                                                   |
| 1962. július 6.      | Olaszország             | Juventus                          | Antwerpen              | 1 – 0      | hiányzó adat                                                                                   |
| 1963. május 1.       | Skócia                  | Thornton Hibs F.C.                | Thornton               | 1 – 0      | Karába János                                                                                   |
| 1963. május 6.       | Skócia                  | Skót bányász-válogatott           | Edinburgh              | 2 – 0      | Tima-Horváth László, Karába János                                                              |
| 1963. május 8.       | Skócia                  | Arniston Rangers F.C.             | Gorebridge             | 3 – 1      | Szuromi Antal (2), Karába János                                                                |
| 1963. május 5.       | Románia                 | Stiinta Cluj                      | Dorog                  | 2 – 2      | Kertes László, Rártvai István                                                                  |
| 1964. március 1.     | Csehszlovákia           | Kablo Topolcany                   | Dorog                  | 0 – 0      |                                                                                                |
| 1964. március 6.     | Csehszlovákia           | Kablo Topolcany                   | Nagytapolcsány         | 1 – 0      | Szuromi Antal                                                                                  |
| 1964. március 8.     | Csehszlovákia           | FC Spartak Trnava                 | Nagyszombat            | 2 – 2      | Szuromi Antal (2)                                                                              |
| 1965. március 9.     | Csehszlovákia           | ŠK Slovan Bratislava              | Pozsony                | 2 – 0      | Oborzil Sándor, Bartalos József                                                                |
| 1965. június 6.      | Szovjetunió             | CSKA Pamir Dushanbe               | Dusanbe                | 3 – 1      | Csóri László (2), Juhász Tibor                                                                 |
| 1965. június 10.     | Szovjetunió             | Pakhtakor Taskent                 | Taskent                | 1 – 0      | Szűcs Lajos                                                                                    |
| 1965. június 14.     | Szovjetunió             | Kajrat Almati FK                  | Alma Ata               | 0 – 0      |                                                                                                |
| 1966. május 7.       | Kuba                    | Kuba                              | Dorog                  | 4 – 3      | Horváth Péter (2), Németh Ferenc (2)                                                           |
| 1966. június 26.     | Jugoszlávia             | Orijent Rijeka                    | Fiume                  | 1 – 0      | hiányzó adat                                                                                   |
| 1966. június 27.     | Ausztria                | Austria Wien                      | Fiume                  | 3 – 0      | hiányzó adat                                                                                   |
| 1966. június 29.     | Jugoszlávia             | FK Vojvodina                      | Fiume                  | 1 – 0      | hiányzó adat                                                                                   |
| 1966. július 2.      | Jugoszlávia             | Partizán Belgrád                  | Fiume                  | 0 – 4      |                                                                                                |
| 1966. július 3.      | Jugoszlávia             | HNK Rijeka                        | Fiume                  | 3 – 2      | hiányzó adat                                                                                   |
| 1968. február 18.    | Csehszlovákia           | Baník Handlova                    | Dorog                  | 4 – 2      | Juhász Tibor, Duralla Ferenc, ifj. Molnár József, Bartl Lőrinc                                 |
| 1968. július 27.     | Csehszlovákia           | Baník Prievidza                   | Privigye               | 1 – 4      | Juhász Tibor                                                                                   |
| 1971. július 31.     | Lengyelország           | KP Unia Racibórz                  | Racibórz               | 1 – 1      | Rátvai István                                                                                  |
| 1971. augusztus 4.   | Olaszország             | AC Reggiana                       | Dorog                  | 7 – 1      | Peszeki Jenő (2), Rátvai István, Horváth Péter, Takács Tibor, Bartalos József, Virág Pál       |
| 1971. szeptember 5.  | Lengyelország           | KP Unia Racibórz                  | Dorog                  | 2 – 0      | Peszeki Jenő, Soós László                                                                      |
| 1972. augusztus 2.   | Csehszlovákia           | Baník Handlova                    | Nyitrabánya            | 2 – 1      | Tóth Gyula, Laczkó István                                                                      |
| 1973. augusztus 26.  | Szovjetunió             | CSZKA Moszkva                     | Dorog                  | 0 – 2      |                                                                                                |
| 1978. február 5.     | Csehszlovákia           | ASVS Dukla Banská Bystrica        | Tokodaltáró            | 1 – 0      | Farszki Tibor                                                                                  |
| 1978. február 17.    | Csehszlovákia           | AC Nitra                          | Tokodaltáró            | 0 – 0      |                                                                                                |
| 1979. június 14.     | Kuba                    | Kuba                              | Dorog                  | 1 – 0      | Kiss László                                                                                    |
| 1980. február 20.    | Csehszlovákia           | Baník Ostrava                     | Ostrava                | 2 – 2      | Marosvölgyi József (2)                                                                         |
| 1981. február 12.    | Románia                 | Unirea Dej                        | Nagyenyed              | 1 – 2      | hiányzó adat                                                                                   |
| 1981. február 14.    | Románia                 | S.C. Olimpia Aiud                 | Nagyenyed              | nem ismert |                                                                                                |
| 1981. február 16.    | Románia                 | Unirea Dej                        | Dés                    | 3 – 1      | Laczkó István, Marosvölgyi József, Engelbrecht Zoltán                                          |
| 1981. február 18.    | Románia                 | FC CFR 1907 Cluj                  | Kolozsvár              | 1 – 1      | Laczkó István                                                                                  |
| 1981. július 26.     | Románia                 | Unirea Dej                        | Dorog                  | 4 – 2      | Engelbrecht Zoltán, Laczkó István (2), Schalk Károly                                           |
| 1981. augusztus 20.  | Kuvait                  | Kuvait                            | Dorog                  | 2 – 0      | Török László, Engelbrecht Zoltán                                                               |
| 1981. augusztus 21.  | Líbia 1977-2011         | Líbia                             | Dorog                  | 1 – 0      | Engelbrecht Zoltán                                                                             |
| 1982. február 4.     | Csehszlovákia           | Dunaszerdahelyi AC                | Tokodaltáró            | nem ismert |                                                                                                |
| 1982. augusztus 4.   | Csehszlovákia           | Šturovo                           | Dorog                  | nem ismert |                                                                                                |
| 1982. augusztus 11.  | NDK                     | Wismut Gera                       | Dorog                  | 2 – 3      | Lukács László, Kottesz Béla                                                                    |
| 1984. július 25.     | NDK                     | Dynamo Berlin                     | Dorog                  | 2 – 2      | Polgárdi István, Marosvölgyi József                                                            |
| 1984. augusztus 11.  | Törökország             | Avsturya Türkspor Birigli         | Dorog                  | 19 – 0     | Domján (8), Szanyi (2), Csizmazia (2), Németh (2), Harmat, Polgárdi, Marosvölgyi, Kapusi, Sági |
| 1985. július 27.     | Csehszlovákia           | Energetik V. Kapušany             | Királyhelmec           | nem ismert | A számszerű eredmény nem ismert, de dorogi győzelem született                                  |
| 1985. július 28.     | Csehszlovákia           | Slavoj Kráľovský Chlmec           | Királyhelmec           | nem ismert | A számszerű eredmény nem ismert, de döntetlen született                                        |
| 1986. augusztus 3.   | Törökország             | Altay Izmir                       | Tatai edzőtábor        | 1 – 1      | Csikós Sándor                                                                                  |
| 1986. augusztus 6.   | Románia                 | FC Maramureș Baia Mare            | Dorog                  | 1 – 0      | Kárpáti Imre                                                                                   |
| 1987. február 7.     | NDK                     | BSG Rotation Berlin               | Berlin                 | 2 – 2      | Kárpáti Imre (2)                                                                               |
| 1987. július 25.     | Csehszlovákia           | Baník Handlova                    | Nyitrabánya            | 2 – 2      | Szabó József (2)                                                                               |
| 1987. augusztus 11.  | Románia                 | FC Universitatea Cluj             | Dorog                  | 2 – 2      | Kárpáti Imre, Szabó József                                                                     |
| 1988. február 4.     | Ausztria                | SK VÖEST Linz                     | Tokodaltáró            | elmaradt   |                                                                                                |
| 1988. február 23.    | Lengyelország           | KS Górnik Zabrze                  | Tokodaltáró            | 2 – 1      | Sulija Ottó, Füle Antal                                                                        |
| 1988. március 5.     | Jugoszlávia             | FK Čantavir                       | Tokodaltáró            | elmaradt   |                                                                                                |
| 1989. július 23.     | Lengyelország           | MKS Legnica                       | Legnica                | 4 – 1      | Schuttovics László, Sulija Ottó, Szedlacsek István, Mózner János                               |
| 1989. augusztus 5.   | Csehszlovákia           | Baník Handlova                    | Dorog                  | 4 – 1      | Mózner János (2), Németh Zoltán, Marosvölgyi József                                            |
| 1989. augusztus 6.   | Magyarország            | Tatabányai Bányász SC             | Dorog                  | 2 – 0      | Németh Zoltán, Sulija Ottó                                                                     |
| 1990. július 20.     | Csehszlovákia           | TJ Slovan Duslo Šaľa              | Vágsellye              | 0 – 0      |                                                                                                |
| 1990. július 23.     | Csehszlovákia           | FC Slovan Galanta                 | Galánta                | 3 – 0      | Haász Károly, illetve a másik két gól szerzője hiányzó adat                                    |
| 1990. július 28.     | Csehszlovákia           | FC Spartak Trnava                 | Nagyszombat            | 0 – 3      |                                                                                                |
| 1991. január 30.     | Románia                 | Craiova                           | Tokodaltáró            | elmaradt   |                                                                                                |
| 1991. február 9.     | Németország             | Wismut Gera                       | Tokodaltáró            | elmaradt   |                                                                                                |
| 1991. május 17.      | Németország             | ASV Dietenheim                    | Illerzell              | 2 – 0      | Ignácz János, Szedlacsek István                                                                |
| 1991. május 18.      | Hollandia               | Feyenoord                         | Illerzell              | 3 – 0      | Orosz Ferenc, Guba Péter, Ágoston Zoltán                                                       |
| 1991. május 19.      | Németország             | 1. FC Kaiserslautern              | Illerzell              | 1 – 0      | Ignácz János                                                                                   |
| 1991. május 20.      | Csehszlovákia           | FC Chomutov                       | Illerzell              | 1 – 0      | Schuttovics László                                                                             |
| 1991. július 17.     | Románia                 | FC Unirea Dej                     | Dés                    | 2 – 2      | Szőczey István, Guba Péter                                                                     |
| 1991. július 20.     | Románia                 | CFR Dej                           | Dés                    | 3 – 0      | Guba Péter (2), Déri                                                                           |
| 1991. július 27.     | Csehszlovákia           | MŠK Hurbanovo                     | Dorog                  | 0 – 1      |                                                                                                |
| 1991. november 3.    | Olaszország             | Olaszország C                     | Dorog                  | 2 – 1      | Szenczi Gábor, Tóth Ferenc                                                                     |
| 1992. január 19.     | Magyarország            | Ajkai Bányász                     | Dorog                  | 4 – 2      | hiányzó adat                                                                                   |
| 1992. január 19.     | Csehszlovákia           | MŠK Hurbanovo                     | Dorog                  | 6 – 3      | hiányzó adat                                                                                   |
| 1992. január 19.     | Magyarország            | Esztergomi Vasas                  | Dorog                  | 6 – 1      | hiányzó adat                                                                                   |
| 1992. február 2.     | Csehszlovákia           | Spartak Komárno                   | Tokodaltáró            | 4 – 1      | Csapó Károly, Szatmári Csaba, Guba Péter, Arany László                                         |
| 1992. február 11.    | Csehszlovákia           | 1. FC Košice                      | Tokodaltáró            | 1 – 0      | Szőczey István                                                                                 |
| 1992. február 13.    | Románia                 | Sportul Studențesc                | Tokodaltáró            | elmaradt   |                                                                                                |
| 1992. február 16.    | Olaszország             | US Triestina                      | Trieszt                | elmaradt   |                                                                                                |
| 1992. február 18.    | Olaszország             | Delfino Pescara                   | Pescara                | elmaradt   |                                                                                                |
| 1992. február 20.    | Románia                 | Olimpia Satu Mare                 | Tokodaltáró            | elmaradt   |                                                                                                |
| 1992. július 25.     | Csehszlovákia           | Spartak Komárno                   | Dorog                  | 4 – 1      | Guba Péter (2), Garas Zoltán, Bánföldi Zoltán                                                  |
| 1992. augusztus 3.   | Csehszlovákia           | Baník Handlova                    | Nyitrabánya            | 3 – 2      | Balogh Zoltán (2), Guba Péter                                                                  |
| 1992. augusztus 5.   | Csehszlovákia           | Spartak Komárno                   | Révkomárom             | 1 – 0      | Jeszenszky József                                                                              |
| 1993. január 23.     | Csehszlovákia           | MŠK Hurbanovo                     | Dorog                  | 2 – 0      | hiányzó adat                                                                                   |
| 1993. január 23.     | Magyarország            | Gödöllői SK                       | Dorog                  | 4 – 2      | hiányzó adat                                                                                   |
| 1993. január 23.     | Magyarország            | BKV Előre SC                      | Dorog                  | 1 – 1      | hiányzó adat                                                                                   |
| 1993. február 15.    | Szlovákia               | KFC Komárno                       | hiányzó adat           | nem ismert |                                                                                                |
| 1993. szeptember 1.  | Kuvait                  | Kuwait SC                         | Dorog                  | 3 – 1      | hiányzó adat                                                                                   |
| 1997. február 26.    | Ukrajna                 | FK Karpati Lviv                   | Tokodaltáró            | 1 – 4      | Marczinkó Zoltán                                                                               |
| 1997. augusztus 19.  | Csehszlovákia           | Patince                           | Dunaalmás              | 9 – 0      | hiányzó adat                                                                                   |
| 1997. augusztus 20.  | Magyarország            | Dunaalmási MAC                    | Dunaalmás              | 6 – 0      | hiányzó adat                                                                                   |
| 1997. szeptember 16. | Csehszlovákia           | FK Lovosice                       | Lovosice               | nem ismert |                                                                                                |
| 1998. február 25.    | Ukrajna                 | FK Karpati Lviv                   | Akasztó                | 2 – 1      | Czifferi Tamás, Vanicsek Zoltán                                                                |
| 1998. július 22.     | Türkmenisztán           | Nisa Aşgabat                      | Dorog                  | 5 – 0      | Bene Ferenc (3), Csapó Károly, Marczinkó Zoltán                                                |
| 1999. március 20.    | Ukrajna                 | FK Harkov                         | Dorog                  | elmaradt   |                                                                                                |
| 2001. február 19.    | Szlovákia               | FK Dukla Banská Bystrica          | Tokodaltáró            | 1 – 0      | Kiss Béla                                                                                      |
| 2001. július 22.     | Magyarország            | Esztergomi SC                     | Esztergom              | 2 – 1      | Julianu, Czifferi Tamás                                                                        |
| 2001. július 22.     | Szlovákia               | MŠO Šturovo                       | Esztergom              | 0 – 0      |                                                                                                |
| 2003. február 18.    | Szlovákia               | MŠO Šturovo                       | Esztergom              | 2 – 2      | Merényi Tamás, Bodó László                                                                     |
| 2008. február 25.    | Szlovákia               | MŠO Šturovo                       | Muzsla                 | 3 – 5      | hiányzó adat                                                                                   |
| 2010. február 6.     | Szlovákia               | MŠO Šturovo                       | hiányzó adat           | nem ismert | Döntetlen született, de számszerű eredmény nem ismert                                          |
| 2010. július 27.     | Szlovákia               | MŠO Šturovo                       | Dorog                  | 2 – 2      | hiányzó adat                                                                                   |
| 2012. július 23.     | Ausztria                | SV Rechnitz                       | Dorog                  | 2 – 0      | hiányzó adat                                                                                   |
| 2013. február 3.     | Szlovákia               | MŠO Šturovo                       | Párkány                | 4 – 0      | hiányzó adat                                                                                   |
| 2014. július 26.     | Szlovákia               | MŠO Šturovo                       | Dorog                  | nem ismert |                                                                                                |
| 2017. január 28.     | Szlovákia               | FC Nitra                          | Nyitra                 | 0 – 2      |                                                                                                |
| 2017. február 2.     | Ausztria                | SV Horn                           | Lipót                  | 0 – 0      |                                                                                                |
| 2017. július 2.      | Oroszország             | Ararat Moszkva                    | Bécs                   | 0 – 3      |                                                                                                |
| 2017. július 6.      | Szlovákia               | MFK Lokomotíva Zvolen             | Dorog                  | 1 – 4      | hiányzó adat                                                                                   |
| 2017. július 12.     | Szlovákia               | ŠKF Sered'                        | Szered                 | 0 – 5      |                                                                                                |
| 2017. július 15.     | Szlovákia               | TJ Družstevník Veľké Ludince      | Dorog                  | 4 – 3      | Göblyös Dániel, Mészáros Áron, Simon Attila, Faragó Tomás                                      |
| 2017. július 18.     | Szlovákia               | Nové Zámky                        | Dorog                  | elmaradt   |                                                                                                |
| 2017. július 21.     | Törökország             | Trabzonspor SK                    | Somorja                | 1 – 2      | Szedlár Zoltán                                                                                 |
| 2017. július 23.     | Szlovákia               | ŠK 1923 Gabčíkovo                 | Dorog                  | 3 – 3      | David Perović, Ungvári Máté, Vigh Ádám                                                         |
| 2018. február 3.     | Szlovákia               | ŠK FC Vydrany                     | Tokod-Üveggyár         | nem ismert |                                                                                                |
| 2018. február 6.     | Szlovákia               | MFK Lokomotíva Zvolen             | Tokod-Üveggyár         | elmaradt   |                                                                                                |
| 2018. február 10.    | Szlovákia               | TJ Družstevník Veľké Ludince      | Tokod-Üveggyár         | 4 – 0      | hiányzó adat                                                                                   |
| 2018. június 29.     | Szlovákia               | FK Inter Bratislava               | Dorog                  | 2 – 1      | Papp Máté, Szedlár Zoltán                                                                      |
| 2018. július 21.     | Szlovákia               | FC Nitra                          | Alsóbodok              | 1 – 3      | Hegedűs Márk                                                                                   |
| 2019. július 6.      | Szlovákia               | STK Fluminense Šamorín            | Dorog                  | 2 – 3      | Girsik Áron, Csillag Dárius                                                                    |
| 2019. július 20.     | Anglia                  | Rotherham United FC               | Dorog                  | elmaradt   |                                                                                                |
| 2019. július 24.     | Izrael                  | Makkabi Petah Tikva               | Telki                  | 1 – 1      | Albert Ádám                                                                                    |
| 2019. július 28.     | Egyesült Arab Emírségek | Shabab Al-Ahli Dubai FC           | Somorja                | 2 – 1      | Délczeg Gergely, Albert Ádám                                                                   |
| 2020. január 14.     | Szlovákia               | SKF Sered'                        | Szered                 | 2 – 2      | Földi Botond, Kitl Miklós                                                                      |
| 2020. január 22.     | Szlovákia               | KFC Komárno                       | Lipót                  | 0 – 0      |                                                                                                |
| 2020. január 26.     | Csehország              | MFK Frýdek-Místek                 | Szered                 | 0 – 1      |                                                                                                |
| 2021. január 24.     | Szlovákia               | KFC Komárno                       | Tokod-Üveggyár         | 2 – 2      | Szabó Lukas, Lénárth Tomás                                                                     |
| 2021. július 25.     | Szlovákia               | FK Marcelová                      | Marcelháza             | 2 – 1      | Izing Martin, Girsik Áron                                                                      |
| 2022. január 23.     | Szlovákia               | FC ŠTK 1914 Šamorín               | Tokod-Üveggyár         | elmaradt   |                                                                                                |
| 2022. július 9.      | Szlovákia               | FC ŠTK 1914 Šamorín               | Dorog                  | 4 – 3      | Magyari Szilárd (2), Albert Ádám, Paudits Patrik                                               |
| 2022. július 16.     | Szlovákia               | TJ Družstevník Veľké Ludince      | Dorog                  | 2 – 0      | Paudits Patrik, Szedlár Zoltán                                                                 |
| 2023. január 14.     | Szlovákia               | TJ Družstevník Veľké Ludince      | Perbál                 | 6 – 1      | Preklet Csaba, Korbély Kristóf, Lustyik Levente, Krunc Márió, Paudits Patrik, Magyari Szilárd  |
| 2023. július 15.     | Szlovákia               | FC ŠTK 1914 Šamorín               | Somorja                | 1 – 3      | Lénárth Tomás                                                                                  |
| 2023. július 22.     | Szlovákia               | TJ Družstevník Veľké Ludince      | Dorog                  | 2 – 0      | Vigh Ádám, Barna Gergő                                                                         |
| 2024. február 24.    | Szlovákia               | TJ Družstevník Veľké Ludince      | Dorog                  | 3 – 1      | Tóth László, Vigh Ádám és a vendégek öngólja                                                   |
| 2025. február 15.    | Szlovákia               | TJ Družstevník Veľké Ludince      | Rendve                 | 2 – 0      | Gula Boldizsár, Erdey Balázs                                                                   |